# Isocolus lichtensteini
Isocolus lichtensteini is een vliesvleugelig insect uit de familie van de echte galwespen (Cynipidae). De wetenschappelijke naam van de soort is voor het eerst geldig gepubliceerd in 1882 door Mayr.